# Rhytachne triaristata
Rhytachne triaristata là một loài thực vật có hoa trong họ Hòa thảo. Loài này được (Steud.) Stapf miêu tả khoa học đầu tiên năm 1917.